# 金池站
金池站（：／ Geumji yeok */?）是一個位於全羅北道南原市，屬於全羅線的鐵路車站。

## 歷史
此站在1933年10月15日設立，當時是一個簡易車站，直到1980年10月2日才升格為普通車站。1998年1月21日，全羅線進行複線化工程，車站亦進行翻新。

## 相鄰車站
韓國鐵道公社
全羅線
甕井－金池－谷城

## 外部連結
- 金池驛照片 （页面存档备份，存于）